# 田中俊亮
田中 俊亮（たなか しゅんすけ、1984年10月15日 - ）は、日本のソングライター、編曲家、ギタリスト。バンドDIANA∽DIANAの元ギタリスト。東京都足立区出身。スマイルカンパニー所属。血液型はO型。叔母は女優で、女性アイドルグループ・キャンディーズの田中好子。

## 概要
1984年東京都足立区出身。ロックバンドでギタリストとして活動した後、サポートギタリストを経て、作曲家としての活動をスタート。
なじみやすい歌謡メロのセンスを持ちながら、新しい要素を取り入れたキャッチーな楽曲が特徴。時に大胆な発想は聴き手を驚かせ、曲の世界観もバラエティーに富んだものを得意とする。
ポップなアイドルソング、歌謡曲、重厚なゴシックなど発想力を武器に、変幻自在に世界観を行き来するクリエイター。

## 人物
1984年東京都足立区出身。獨協埼玉高等学校、東京スクールオブミュージック専門学校を卒業
中学2年のときギターを始めた。たまたま中学校からの帰り道にある雑貨屋に飾ってあったクラシックギターに目をつけ、親に内緒で購入。家でポロンポロン弾き始めたのがキッカケ。
高校で進路を悩んでいた時に、東京スクールオブミュージック専門学校の存在を知り「プロになれるのかな」と思ったことが発端。オープンキャンパスでニューヨーク育ちのギタリストで副学長のクリス・ジャーガンセンのプレイに衝撃を覚えたという。そこでピッキングなどの技術を教えてもらった。その後、どこへ行くにもピックを持ち歩いて、ポケットの中でピッキングの練習をしていたという。
その後、在校時代に組んだバンドで活動。その時の縁で事務所プロデューサーから声をかけてもらいサポートとして活動を始めたのが、プロのギタリストとしての第一歩だった。
そこで知り合ったプロデューサーから「ゲームの曲を作ってみない?」と言われて制作サイドにも携わることになった。
現在はバンドマン、ギタリストとしてリリース経験を有する一方、作曲家としてアイドル、アニメなどを中心に楽曲提供を行う。趣味はラーメン。
2016年途中までT&E Corporationに所属していた。

## 作品
AKB48グループ
- AKB48
  - 「強い花」（作曲）
  - 「水の中の伝導率」（作曲）MV
  - 「To goで」（作曲）
- AKB48 チームサプライズ
  - 「バラの儀式」（作曲・編曲）MV
- NMB48
  - 「ヴァージニティー」（作曲）MV
  - 「北川謙二」（作曲）MV
  - 「高嶺の林檎」（作曲）MV
- 指原莉乃 with アンリレ
  - 「意気地なしマスカレード」（作曲）MV

Zwei
- 「ソラノシズク」（作曲）

SHIN HYE SUNG x 清木場俊介
- 「永遠に…」（編曲）MV

井上麻里奈・下田麻美
- 「恋のマウスtoマウス」 （作曲・編曲）

中村繪里子
- 「ココカラ」（作詞・作曲・編曲）MV
- 「Physical」（作詞・作曲・編曲）
- 「君に逢いたくて」（作曲・編曲）
- 「見えない星」（作曲・編曲）
- 「Bye_Bye_Good_Bye」（作曲・編曲）
- 「誰かのメロディ」（作詞・作曲・編曲）MV
- 「キミノツバサ」（作詞・作曲・編曲）
- 「Luminous」（作曲・編曲）
- 「now’s the time」（作詞・作曲・編曲）
- 「2 of us」（作詞・作曲・編曲）
- 「プレイヤ」（作詞・作曲・編曲）MV
- 「Ever Growing」（作曲・編曲）
- 「雨音」（作曲・編曲）
- 「Forever Smile」（作曲・編曲）
- 「I.W.B.D」（作詞・作曲・編曲）
- 「Precious」（作詞・作曲・編曲）
- 「Someday Somewhere」（作曲・編曲）

中村繪里子・田村睦心
- 「New Generation」（作詞・作曲・編曲）

乃木坂46
- 「生まれたままで」（作曲）MV

櫻坂46
- 「港区パセリ」（作曲・編曲）

ラストアイドル
- 「なんだかんだでスタート」（作曲・編曲）

洲崎西
- 「ホップ・ステップ・ジャンプ!」（作詞・作曲・編曲）
- 「Start Line」（作曲・編曲）
- 「心に仮面系女子」（作詞・作曲・編曲）
- 「永遠のプリズム」（作詞・作曲・編曲）

小池ジョアンナ
- 「100回のありがとう」（編曲）

渋沢一葉・日野麻衣・末永みゆ
- 「タガメ三姉妹」（編曲）MV

ロコドル大作戦チームつなぎ女子
- 「アイドル街道」（作曲・編曲）MV

FRAME (アイドルマスターSideM)
- 「Swing Your Leaves」（作曲・編曲）

いぎなり東北産
- 「No Make」（作曲・編曲）

バクステ外神田一丁目
- 「Blue Sky Blue」（作曲・編曲）

大原櫻子
- 「Coming Soon!!!」（共作詞・作曲）

SE7EN
- 「白銀」（作詞・作曲）
- 「君が好きだよ」（作曲）

### アニメ関連
STEINS;GATE
- ファンタズム（FES CV:榊原ゆい）
  - 「プレギエーラの月夜に」（作曲）MV
- まゆり（CV:花澤香奈）&フェイリス（CV: 桃井はるこ）
  - 「メイクイーンの午後3時」（作曲・編曲）

ToLOVEる-とらぶる-ダークネス
- 金色の闇（福圓美里）/モモ・ベリア・デビルーク（豊崎愛生）/ララ・サタリン・デビルーク（戸松遥）/ナナ・アスタ・デビルーク（伊藤かな恵）
  - 「そして君と恋をする」（作曲）MV
- ナナ・アスタ・デビルーク（伊藤かな恵）
  - 「油断×大敵」（作曲）MV

神のみぞ知るセカイ
- ハクア・ド・ロット・ヘルミニウム（早見沙織）
  - 「GRAVITY」（作曲）
- 中川かのん（東山奈央）
  - 「かのん100％」（作曲）MV
  - 「歩いていくもん」（作曲）
- 2B PENCILS with 学食のおばちゃん
  - 「キャッチ・ザ・レインボー」（作曲）

ハヤテのごとく!
- 水蓮寺ルカ starring 山崎はるか
  - 「月の祈り」（作曲）MV
- 綾崎ハヤテ starring 白石涼子
  - 「ブルーバード」（作曲）
- 春風千桜 starring 藤村歩
  - 「POKER FACE for all」（作曲）

THE UNLIMITED　兵部京介
- 三宮紫穂（戸松遥）
  - 「星のPULSE」（作曲）

魔法科高校の劣等生
- 司波深雪（早見沙織）
  - 「Sincerely」（作曲）MV

進撃!巨人中学校
- エレン・イェーガー（CV梶裕貴）、ジャン・キルシュタイン（CV谷山紀章）、ミカサ・アッカーマン（CV石川由比依） from attackers
  - 「反撃の大地」（作曲）MV